# Вайдхофен ан дер Тая
Вайдхофен ан дер Тая (на немски: Waidhofen an der Thaya, в най-близък превод Вайдхофен на Тая) е град в Северна Австрия, провинция Долна Австрия. Главен административен център на едноименния окръг Вайдхофен ан дер Тая. Населението му е 5760 души по данни от преброяването към 1 април 2009 г.

## Личности
Във Вайдхофен ан дер Тая е роден автомобилният състезател Александер Вурц (р. 1974).